# St. Georg (Unterbiberg)

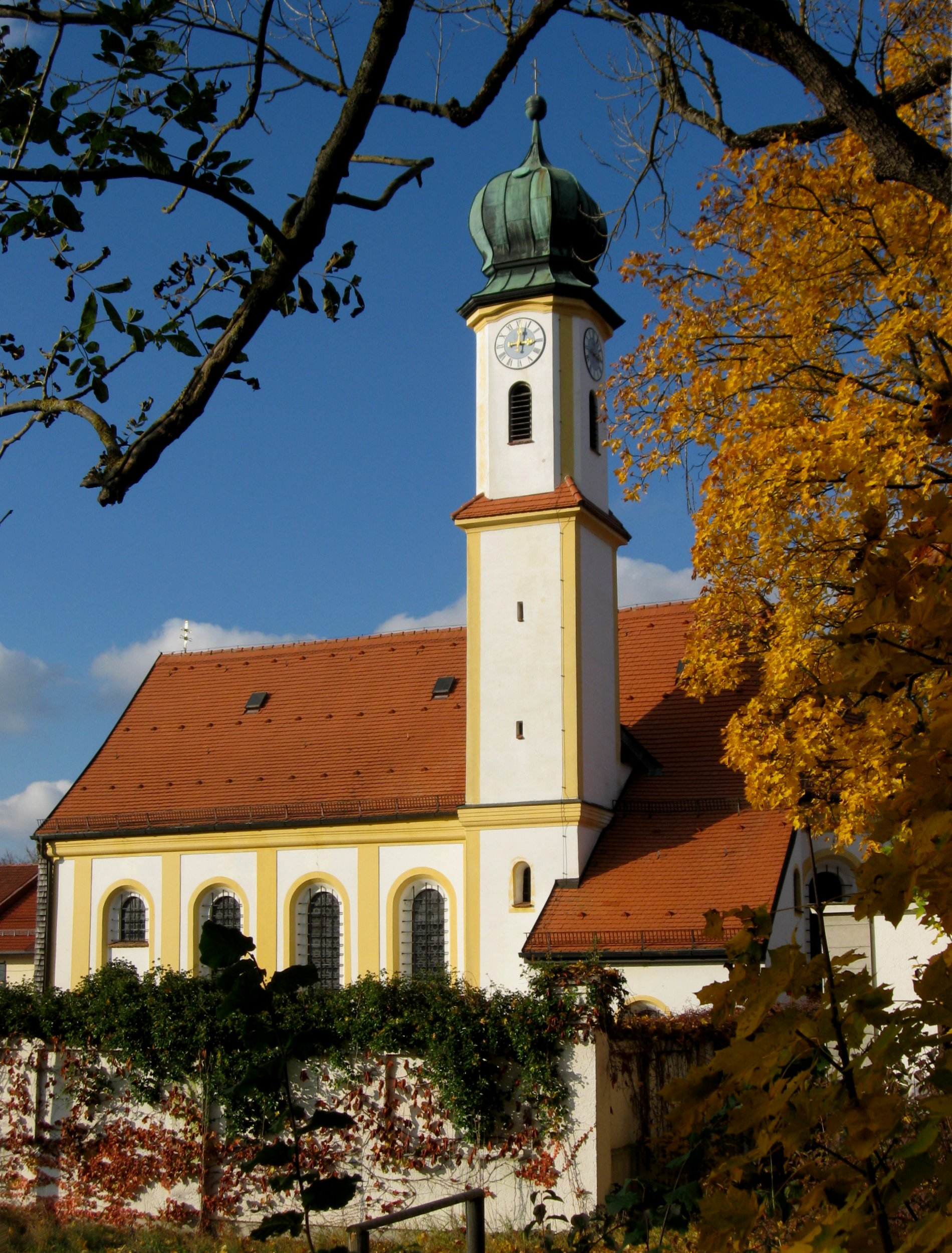
St. Georg in Unterbiberg

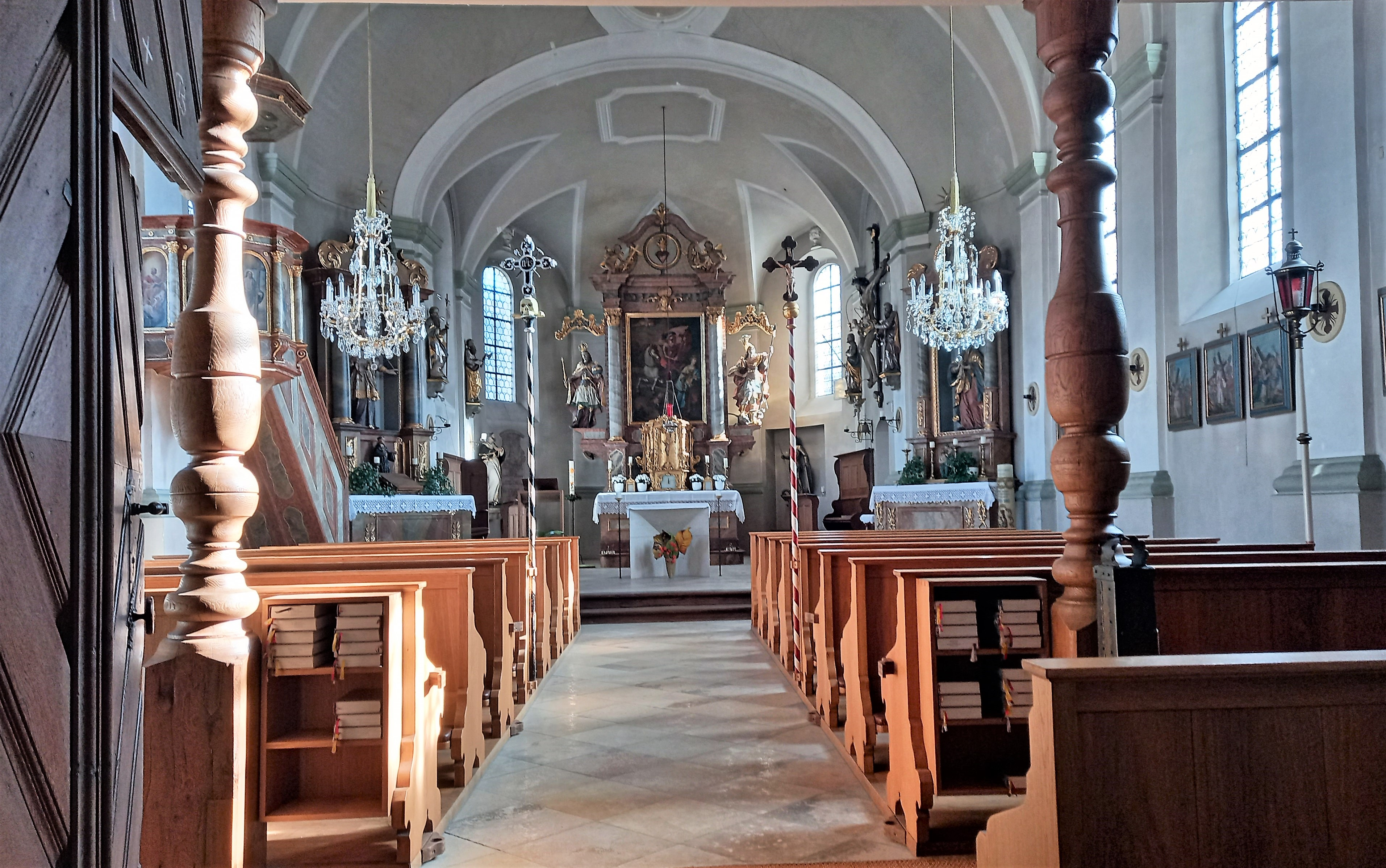
Innenansicht

St. Georg ist eine barocke römisch-katholische Kirche im Neubiberger Ortsteil Unterbiberg.
Über die Geschichte der Vorgängerkirche ist nichts bekannt. Der Bau der heutigen Barockkirche wurde im Jahr 1725 von Philipp Jakob Zwerger begonnen und etwa 20 Jahre danach von Michael Pröbstl beendet. Die Figur des heiligen Quirin am Hochaltar erinnert an die jahrhundertelange Verbindung von Biberg mit dem Kloster Tegernsee. Interessant sind die barocke Verkündigungsgruppe und ein spätgotisches ungefasstes Relief der Anna selbdritt. Dieses Relief zeigt, dass St. Georg von 1315 bis 1804 eine selbständige Pfarrei war mit der Filiale St. Anna in Harlaching. Der die Kirche umgebende Friedhof ist über 600 Jahre alt.
Heute ist St. Georg eine Filialkirche von St. Michael in Perlach, einer Pfarrei im Dekanat München-Perlach.

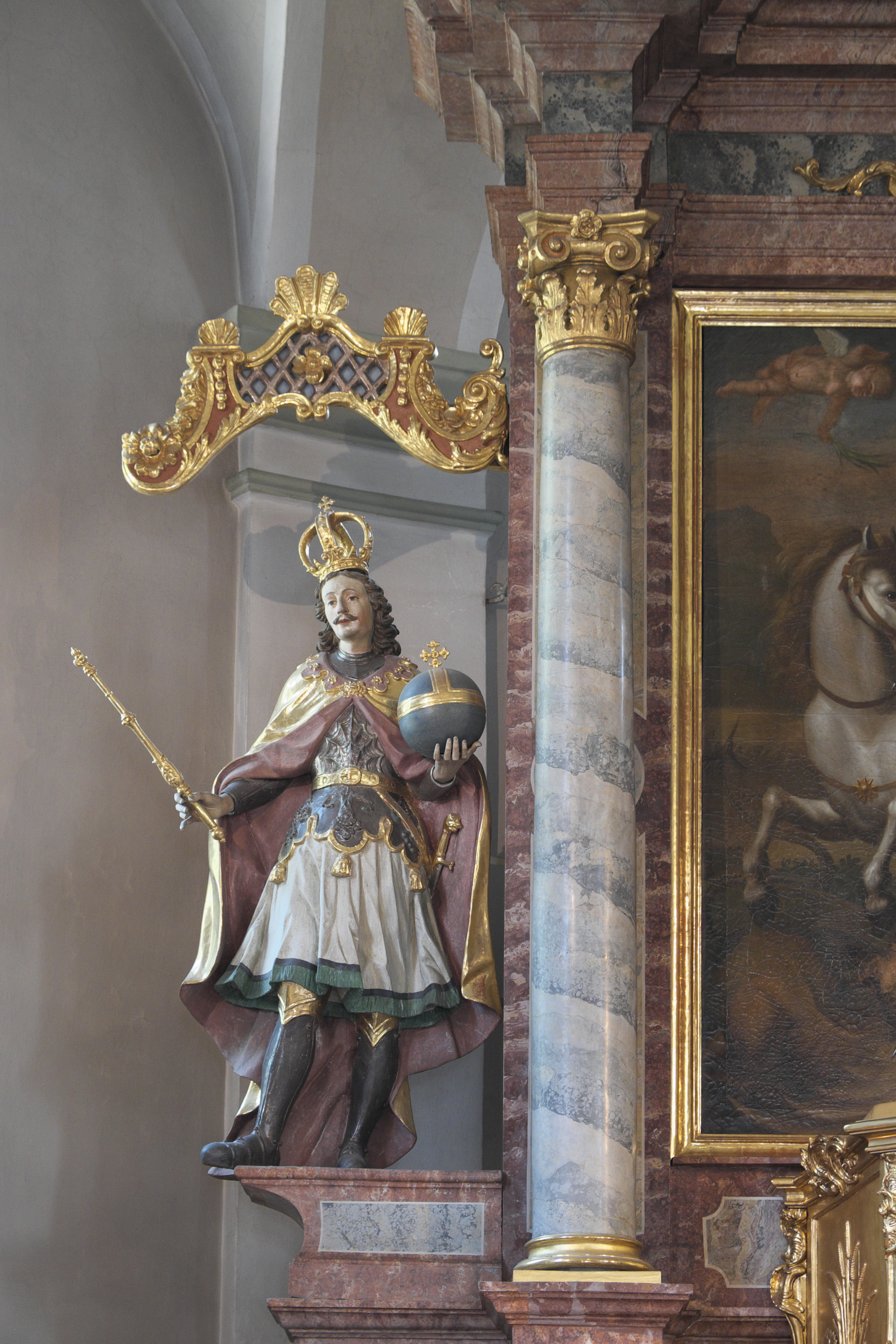
Heiliger Quirinus von Tegernsee
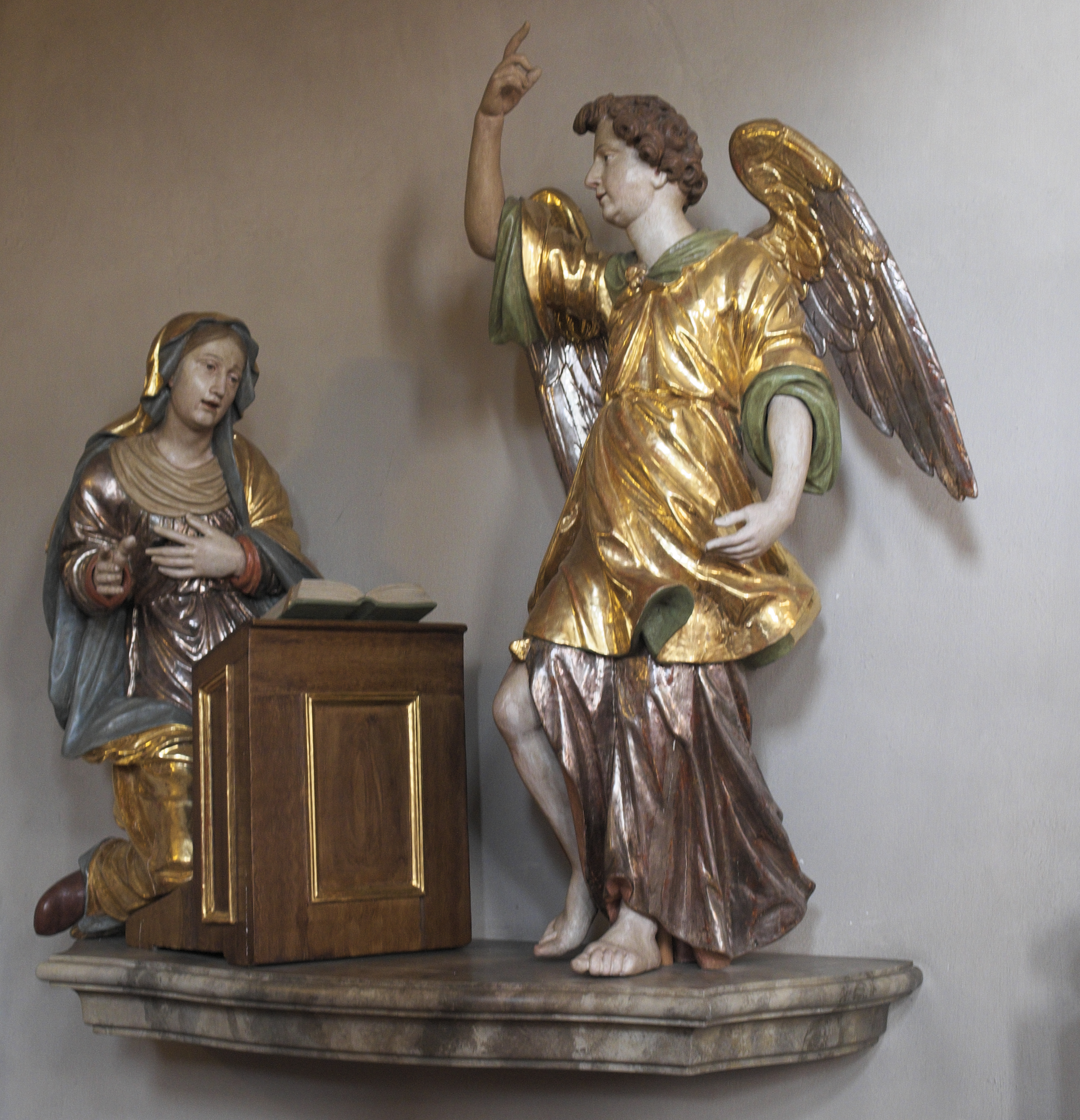
Verkündigungsgruppe
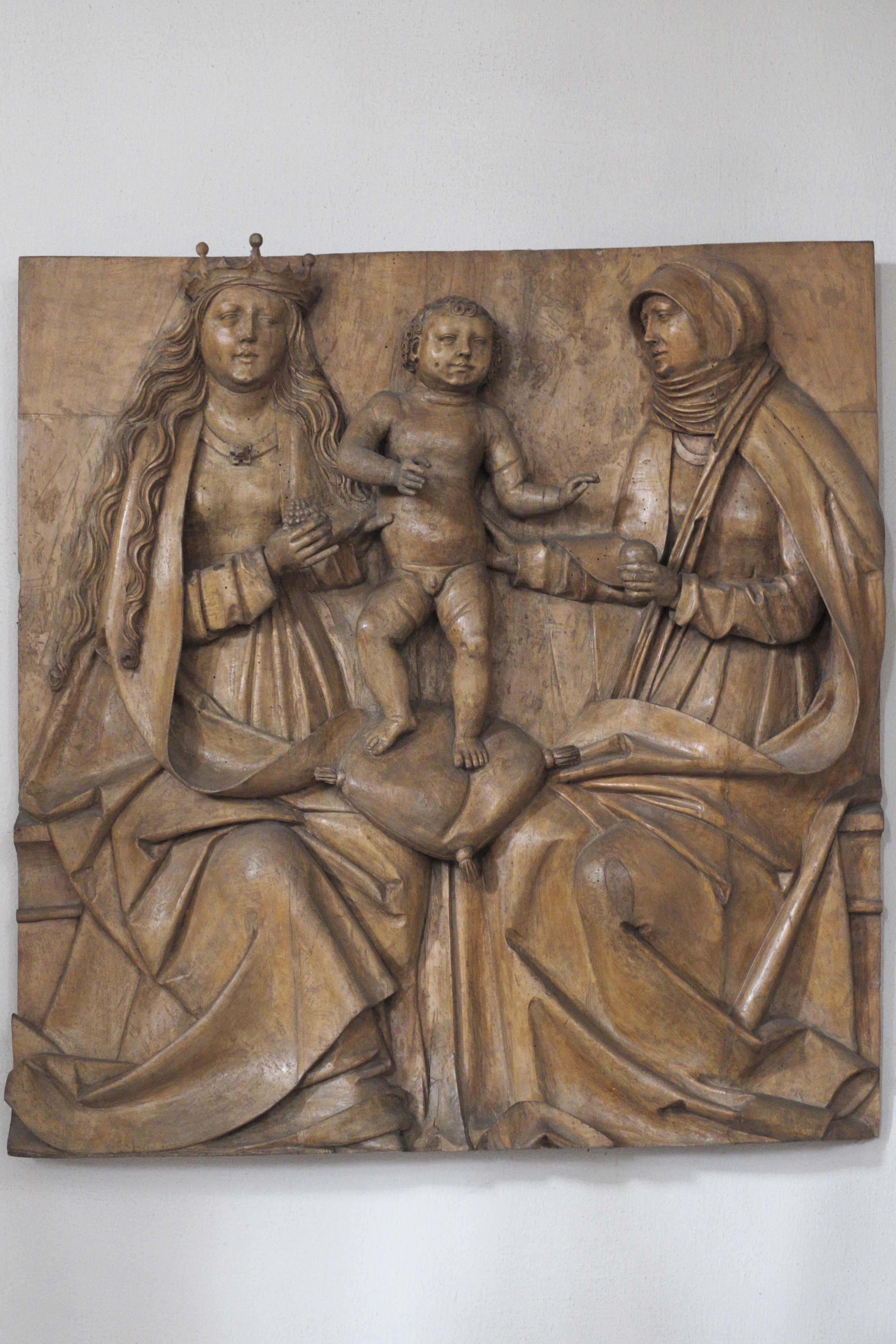
Anna selbdritt